# Pseudolepturges caesius
Pseudolepturges caesius là một loài bọ cánh cứng trong họ Cerambycidae.